# Улица Максима Горького (Витебск)
Улица Максима Горького (бел. Вуліца Максіма Горкага; историческое название улица Старая Монастырская) — одна из длинных улиц Витебска, главная артерия Марковщинского района. Находится в юго-западной части города, в Первомайском районе. Начинается от Гороховой улицы и заканчивается на юго-западной окраине города, в районе речного порта. Длина улицы около 6 км.

## История
Улицу начали строить в XIX веке, она служила дорогой из города в Троицкий Марков монастырь и окрестные деревни. Первоначально она, вероятно, называлась Монастырской дорогой (или улицей). Позже, с появлением Новой Монастырской улицы (ныне улица Карла Маркса), она стала называться Старой Монастырской улицей.
Современное название имеет с 1950 года. В 1900 году в районе улицы бельгийским акционерным обществом было основано крупнейшее, на тот момент, предприятие города — льнопрядильная фабрика «Дзвина» (с 1946 года — ковровая фабрика, с 1994 года — ОАО «Витебские ковры»).
В конце 1920-х и 1930-х годах улица активно застраивалась. Затем на улице были построены корпуса чулочно-трикотажной фабрики КИМ, 5-й и 6-й коммунальные дома для рабочих фабрики КИМ, маслозавода. В 1931 году к заводу «Дзвина» была проложена трамвайная линия (уникальная для Витебска — узкоколейная, 1000 мм).
После Великой Отечественной войны, в 1945 году, на территории бывшего Маркова монастыря была построена резино-шпагатная фабрика (ныне Фабрика шелковых тканей).
10 декабря 1948 г. введена в эксплуатацию 1-я очередь главного комплекса БРК (строительство велось с октября 1945 г.). В 1966 году на базе БРК были организованы два самостоятельных предприятия Минпромстроя БССР — завод крупнопанельного домостроения (КБД) и деревообрабатывающий завод (ДАК).
В «Государственный список историко-культурных ценностей Витебска» включены 5-й и 6-й общинные дома (№ 36/25 и 57), а также Казанская церковь Маркова монастыря (дом № 84а).

## Объекты
- Витебский государственный колледж культуры и искусств (д. 74)